# Blackport
Blackport (Originaltitel: Verbúðin) ist eine isländische Fernsehdrama-Serie aus dem Jahr 2021. Regie führten Gísli Örn Garðarsson und Björn Hlynur Haraldsson. Produziert wurde die Serie von der Theatergruppe Vesturport, dem isländischen Sender RÚV und Arte. 
Die Handlung spielt in den 1980er Jahren, größtenteils in den isländischen Westfjorden. Die Eheleute Harpa (Nína Dögg Filippusdóttir) und Grímur (Björn Hlynur Haraldsson) kaufen gemeinsam mit zwei alten Freunden einen Trawler und bauen ein kleines Fischfang-Imperium auf. Dabei müssen sie sich mit Konflikten in der kleinen Gemeinde auseinandersetzen, aber auch mit dem Fangquoten-System der isländischen Regierung. 
Die erste Folge der achtteiligen Serie wurde am 26. Dezember 2021 in Island von RÚV ausgestrahlt. Erstausstrahlung in Deutschland war am 23. März 2023 auf Arte.

## Rezeption
Der Achtteiler wurde 2021 beim französischen Festival Séries Mania Lille ausgezeichnet. Die FAZ bezeichnete die Serie als „nostalgisches Sittengemälde von einem kleinen isländischen Dorf in den Achtzigerjahren, (...) drollig und dramatisch zugleich.“ Der Kritiker der TZ erkannte Parallelen zur US-Serie Breaking Bad.